# Komptendorf
Komptendorf, niedersorbisch Górjenow, ist ein Ortsteil der Gemeinde Neuhausen/Spree im Landkreis Spree-Neiße in Brandenburg. Auf einer Fläche von 6,5 km² leben 422 Einwohner (Stand 1. Januar 2022).

## Geografische Lage
Komptendorf liegt in der Niederlausitz, rund 15 Kilometer südöstlich von Cottbus. Die Gemarkung grenzt im Norden an Sergen, im Osten an Gablenz, im Süden an Drieschnitz-Kahsel, im Südwesten an Laubsdorf und im Nordwesten an Roggosen. Durch Komptendorf verläuft die Landesstraße 47.

## Geschichte
Komptendorfs erste urkundliche Erwähnung stammt aus dem Jahre 1423, wodurch der Ort etwa hundert Jahre jünger als die meisten umliegenden Gemeinden ist. Es wird davon ausgegangen, dass die Ortsbezeichnung auf einen Personennamen zurückgeht. 1463 schrieb es sich Kumptendorff, 1500 Cuntendorf, 1644 Komtendorff und 1652 Conitendorf. Die niedersorbische Schreibweise wird auf den Personennamen Goren zurückgeführt (1761 Gurònow, 1843 Gurjonow).
Am Ende der früheren Dorfstraße befindet sich das Gutshaus Komptendorf, welches aus dem späten 18. Jahrhundert stammt und in den zwei folgenden Jahrhunderten baulich verändert wurde. Im 19. Jahrhundert besaß die 1812 geadelte Familie von Berndt, vertreten durch Carl von Berndt und seinem Sohn und Erben Alfred von Berndt, beide Ritterschaftsräte. Das 1879 erstmals amtlich publizierte General-Adressbuch der Ritterguts- und Gutsbesitzer für die Provinz Brandenburg weist für das Rittergut Komptendorf 396 ha aus, davon waren 186 ha Waldbesitz. Hinzu gehörte das 235 ha große Nebengut in Drieschnitz. Die Familie von Berndt, u. a. durch Frau Ritterschaftsrätin Amalie von Berndt, geborene von Oppenfeld, übernahm auch das Amt des Kirchenpatronats. 1914 war der Oberstleutnant z. D. Bogislav von Wedel (1850–1928), ein Enkel von Heinrich Kaspar von Wedel, verheiratet seit 1880 mit Anna von Berndt-Komptendorf (1860–1945), der Gutsbesitzer. Er verpachte den Besitz an Oberleutnant Hermann Apelt. Ende der 1920er Jahre besaß im Minorat der jüngste Sohn Hasso von Wedel (1892–1971) das hiesige Rittergut mit damals 410 ha. Der älteste, nach seinem Vater benannte Sohn Bogislav war mit Charlotte von Gwinner verheiratet.
Trotz frühzeitiger Investitionen musste die Familie von Wedel das Gut 1930 während der Weltwirtschaftskrise verkaufen. und lebte mindestens bis Mitte der 1950er Jahre in der Niederlausitz. Das zwangsversteigerte Restgut wechselte dann mehrfach den Besitzer. Am 1. April 1974 wurde Komptendorf nach Roggosen eingemeindet. Ende der 1970er Jahre zählte der Ort ca. 350 Einwohner. Diese Zahl reduzierte sich bis Anfang der 1990er Jahre auf nur ca. 280 Einwohner. Der Grund lag in der vom Braunkohletagebau betroffenen Region. Wie auch in anderen Gemeinden der Region, sorgte in Komptendorf das allgemeine staatlich angeordnete Bauverbot für die Auswanderung vieler junger Menschen. Komptendorf sollte dem Braunkohlebagger weichen. Kurz nach der Deutschen Wiedervereinigung wurden diese alten Pläne mit einem neuen Flächennutzungsplan für die allgemeine Ortsbebauung revidiert. Seitdem hat sich die Einwohnerzahl nahezu verdoppelt. Ein Beispiel für die Verjüngung des Ortes ist das neue Wohngebiet „Am Kirchacker“.
Am 6. Mai 1990 wurde Komptendorf wieder zu einer selbstständigen Gemeinde, diese wurde seit 1992 durch das Amt Neuhausen/Spree verwaltet. Im Rahmen der Gemeindereform in Brandenburg sollte Komptendorf am 26. Oktober 2003 mit 15 weiteren Gemeinden des Amtes Neuhausen/Spree zur Gemeinde Neuhausen/Spree fusionieren, der Vertrag wurde jedoch durch das Verfassungsgericht des Landes Brandenburg für ungültig erklärt. Der Zusammenschluss erfolgte schließlich am 19. September 2004, nachdem die Gemeinden einen neuen Fusionsvertrag vorgelegt hatten.

## Politik
Bei der Kommunalwahl am 25. Mai 2014 wurden als Ortsbeirat mit drei Mitgliedern gewählt. Ortsvorsteher ist René Weidner, seine Stellvertreter Ines Gregor und Jens Müller.

## Sehenswürdigkeiten

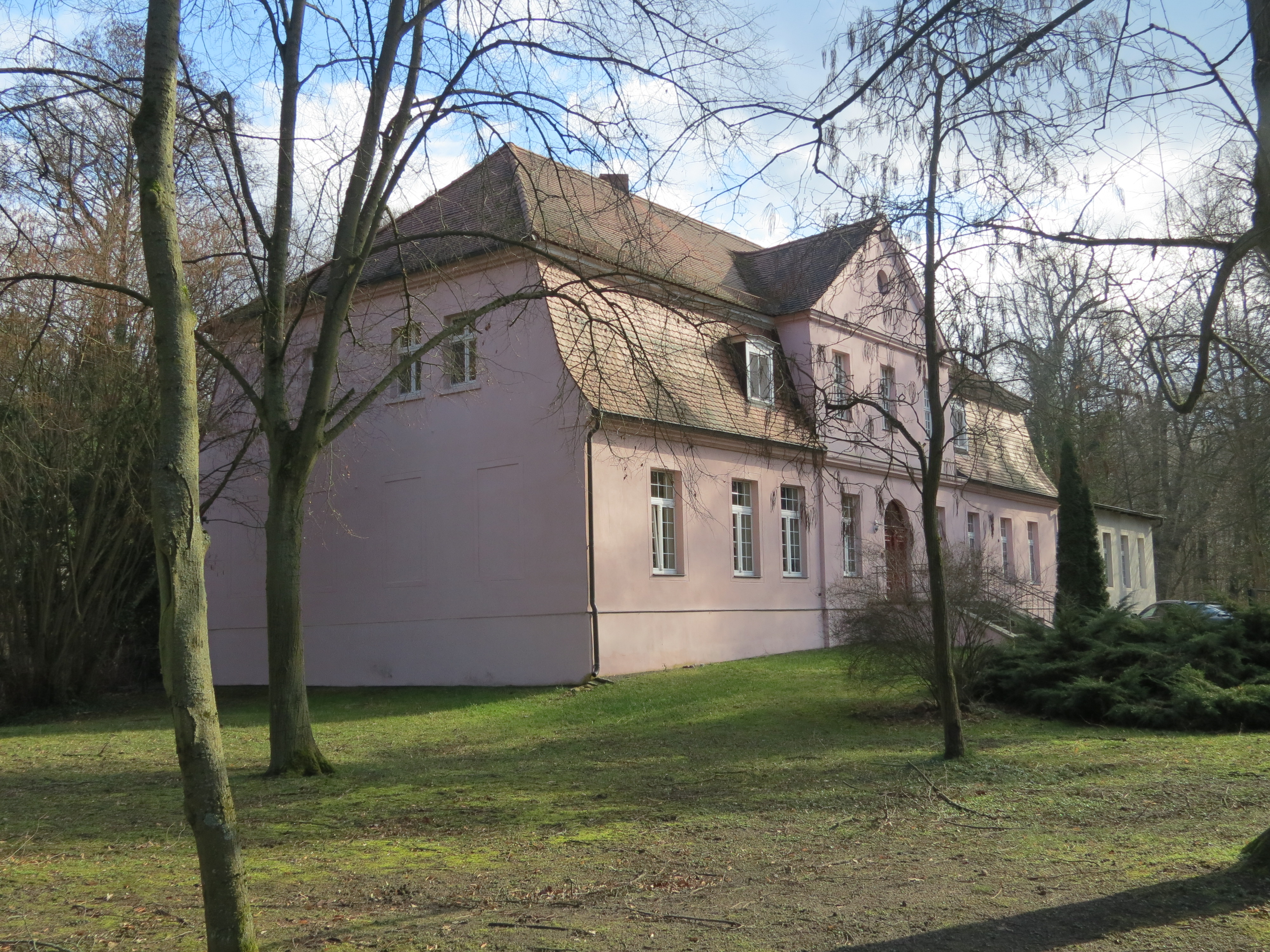
Gutshaus

- Dorfkirche aus dem 15. Jahrhundert
- Park mit Gutshaus aus dem 18. Jahrhundert
- Altes Blockhaus, gelegen an der Dorfstraße
- Storchennest (neben dem Feuerwehrhaus)

Denkmäler:
- Kriegsdenkmal für die Gefallenen des Ersten Weltkrieges (neben der Kirche)
- Sowjetisches Kriegsdenkmal für die Gefallenen des Zweiten Weltkrieges (neben Friedhof)
- Soldatenfriedhof für die letzten Gefallenen des Zweiten Weltkrieges (auf dem Friedhof)
- Denkmal der Vertriebenen von 1945 aus Schlesien (Buswendeplatz)

## Vereine
- Freiwillige Feuerwehr Komptendorf e. V.
- Karo-Line Dancer (Western-Tanzgruppe)
- SV Wacker Rot-Schwarz Komptendorf e. V. mit den Abteilungen Fußball, Aerobic und WackerLaufen
- Spielmannszug Komptendorf e. V.

## Kunst
Der Name Komptendorf ist ebenso mit dem Namen Eberhard Krüger (* 10. Mai 1950, Komptendorf) verbunden. Er ist bekannt unter den bildenden Künstlern Deutschlands. Krüger erlernte das künstlerische Handwerk bei verschiedenen Malern der Region. Über experimentellen Umgang mit verschiedenen Maltechniken, mit Grafik und auch über die Beschäftigung mit Stein, Holz und anderem fand er seine spezifische Ausdrucksweise in der Malerei. Ein weiteres aktuelles Betätigungsfeld Krügers liegt in der Gestaltung von ehemaligen Tagebauen der Region Brandenburg und der Objektkunst. Dabei greift er einzig auf Naturmaterialien und Pflanzen zurück. Es befinden sich zahlreiche Bilder und Skulpturen in privaten Sammlungen von Warschau bis Hardford (USA).
Bisherige (ausgewählte Projekte):
- Der Grüne Dom (1995, Renaturierung Tagebau Greifenhain, Baum-Stein-Installation)
- Buckwitzer Kreis (1995, Renaturierung Tagebau Welzow-Süd, Steininstallation)
- Brückenballance (2000, Zeichen der Gemeinsamkeit, Stahlinstallation zwischen Guben und Gubin (Polen))
- Einschnitte (2001, Renaturierung Tagebau Cottbus-Nord, Holzinstallationen, platziert am Rundweg auf der Rekultivierungsfläche der „Bärenbrücker Höhe“)
- Bewegungsmelder (2006, Rostocks Internationalität und Weltoffenheit, Edelstahlobjekte vor Rostocks HBF)

## Unternehmen/Gewerbe
- Agrarproduktion Komptendorf GmbH
- Landschaft 2000 GmbH (Entsorgungsfachbetrieb, Erd- und Landschaftsbau)
- Fa. Marcus Illmer (Kläranlagentechnik & Güternahverkehr)
- Fa. Metag (Heizung und Elektro)
- Gasthof unter den Linden / Gaststätte Dockter
- Parkgärtnerei & Kreativ-Floristik – Gärtnerei Wolf (Gartenbau, Blumengeschäft und Landschaftsgestaltung)
- Fa. Haus und Garten (Gartengeräte, Gartentechnik, Lacke, Farben, Werkzeuge, Sämereien, Düngemittel)
- Puppenwerkstatt Kurzenberger (Neuanfertigung, Reparaturen, Puppenkurse)